# Mary Fairchild

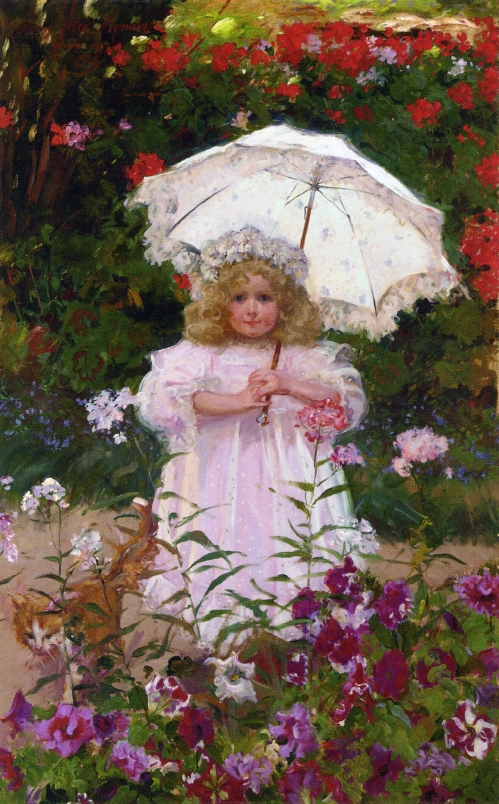
Mary Fairchild - Retrato de Berthe Hélène MacMonnies hija de la pintora

Mary Louise Fairchild MacMonnies Low (New Haven, 11 de agosto de 1858 – Bronxville, 23 de mayo de 1946) fue una pintora estadounidense, retratista y paisajista de estilo impresionista.

## Biografía
María Fairchild nació en New Haven, Connecticut. Decidida a estudiar pintura comenzó primero en la Escuela de Arte de Saint Louis, donde obtuvo una beca de tres años y, en particular, la posibilidad de ir a estudiar a París, a la célebre Académie Julian, donde fue alumna del pintor Carolus-Duran, pero también siguió los cursos y enseñanzas de Tony Robert-Fleury.
En 1888 se casó con el pintor y escultor Frederick William MacMonnies, con quien tuvo una hija y del que se divorció veinte años después, en 1908, para volverse a casar, un año después, con el pintor Will Hicok Low, alumno de Jean-Léon Gérôme y de Carolus Duran. 
También tenía su pequeño taller personal en el n.º 11 del Impasse du Maine (hoy anexo al Museo Bourdelle). A partir de 1890 permanece frecuentemente en Giverny, cerca de Monet y donde frecuenta a sus compatriotas. Pintó desnudos, paisajes o escenas de género al aire libre, sin dejar de lado los retratos, en los que siempre insertó delicados elementos accesorios.

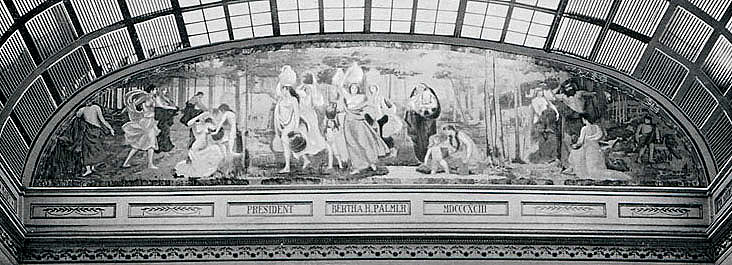
Mary Fairchild MacMonnies - Primitive Woman - Decoration for the Woman's Building at the World's Columbian Exposition 1893

En abril de 1892, Sarah Tyson Hallowell, agente de Bertha Palmer, la famosa promotora del "Edificio de la Mujer" de la Exposición Colombina de Chicago, se acercó a Mary y le propuso que ejecutara uno de los dos frescos previstos para la decoración interna del edificio. La otra pintura programada era Mujer moderna, que le habían encargado a Mary Cassatt, mientras que el tema asignado a ella era Mujeres primitivas. Estos fueron los únicos frescos realizados por las dos pintoras.
Mary ganó dos veces una medalla de oro en Rouen, en 1903 y 1911, también obtuvo una en Dresde en 1902 y otra en Marsella en 1905. La "Sociedad de Artistas Americanos" también le otorgó el premio "Julia Shaw" en 1902 y se convirtió en miembro de la "Academia Nacional de Diseño".
Desde el punto de vista técnico y estilístico, Mary Fairchild es considerada una artista perteneciente al amplio movimiento impresionista americano. Sus lienzos están presentes en múltiples museos como el Museo de Bellas Artes de Rouen o el Museo Vernon (Eure) que también posee una de sus obras.
Mary Fairchild murió en Bronxville (Nueva York), en 1946, a la edad de 88 años.

## Obras seleccionadas
- Recogiendo manzanas, 1866. Museo de Arte de St. Louis, St. Louis, Misuri
- Recogiendo Flores, 1890. Museo de Arte de St. Louis, St. Louis, Misuri
- La Brisa, 1895. En el Nursery-Giverny Studio, 1897–98, y C'est la Fete a Bebe, 1879–98, "Terra Foundation for American Art", Chicago
- Té de las cinco en punto (1891). Museo de Arte Sheldon Swope. Esta pintura, también conocida como Tea at Fresco, se exhibió en la Exposición Colombina de Chicago, donde " tanto la pintura como el artista recibieron una atención crítica muy halagadora ".[8]
- La mariposa verde
- Mercado de flores temprano en la mañana, (1910)
- Nochebuena en el estudio, (1911)
- Mujercitas, (1911)
- Retrato de Will Hicok Low, (1911). Academia Nacional de Diseño.
- Cornejo en flor, (1912)
- Retrato de E.S.D., (1913)

### Retratos

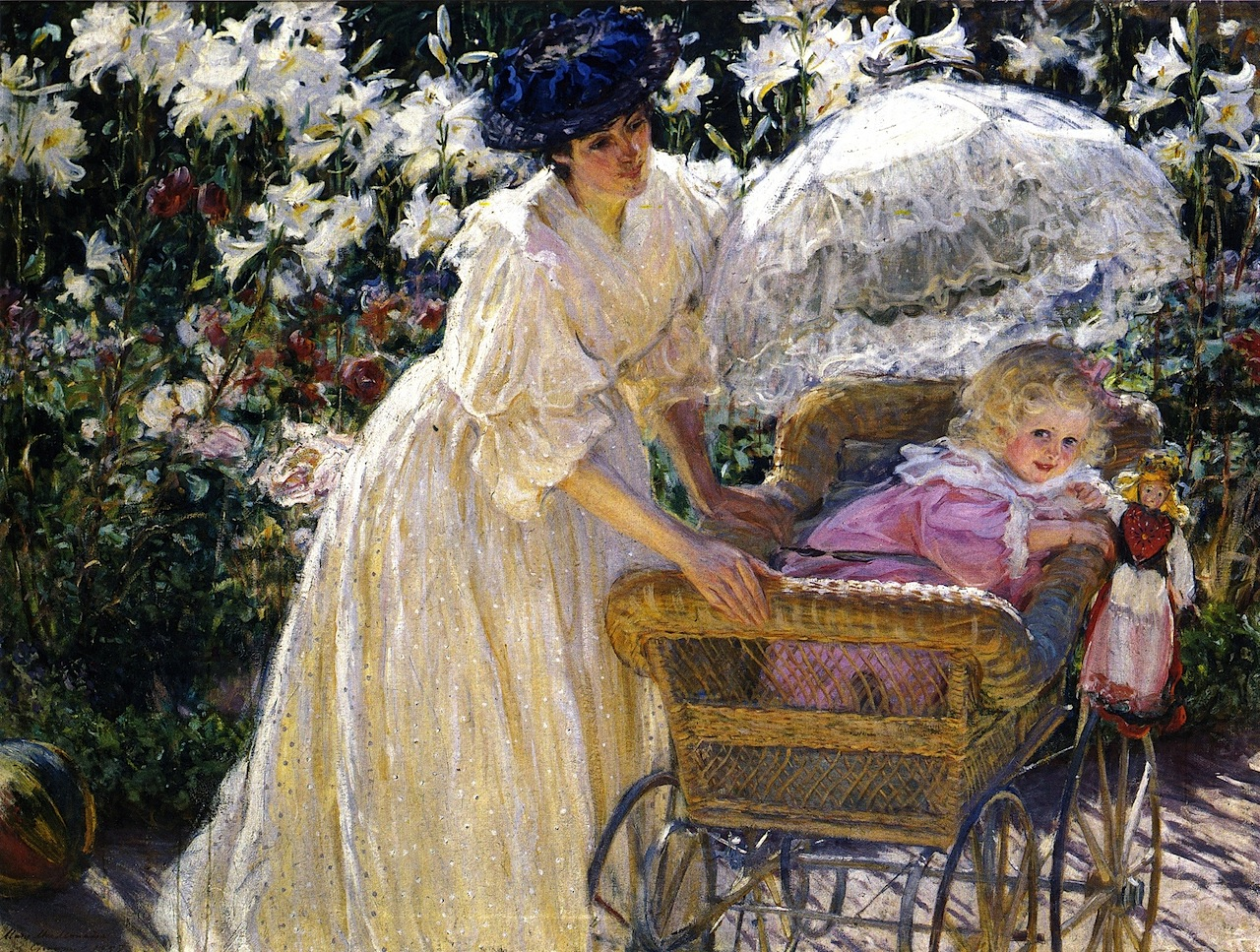
Rose e gigli, 1897 Museo di belle arti di Rouen
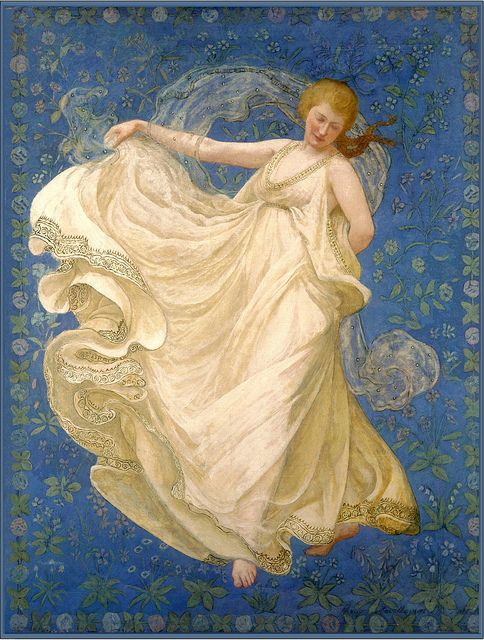
La brezza
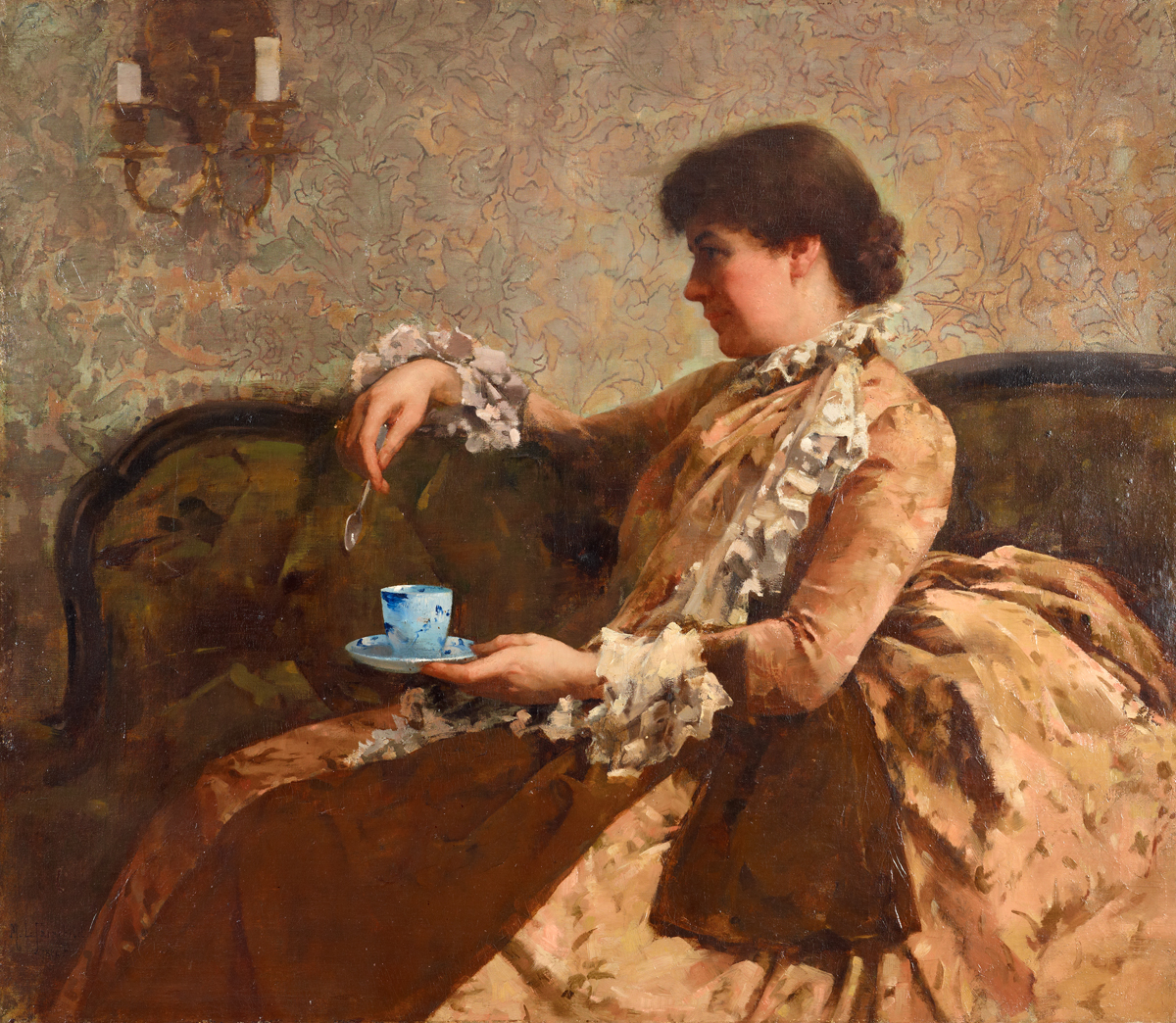
Sarah Tyson Hallowell, 1886

### Jardines

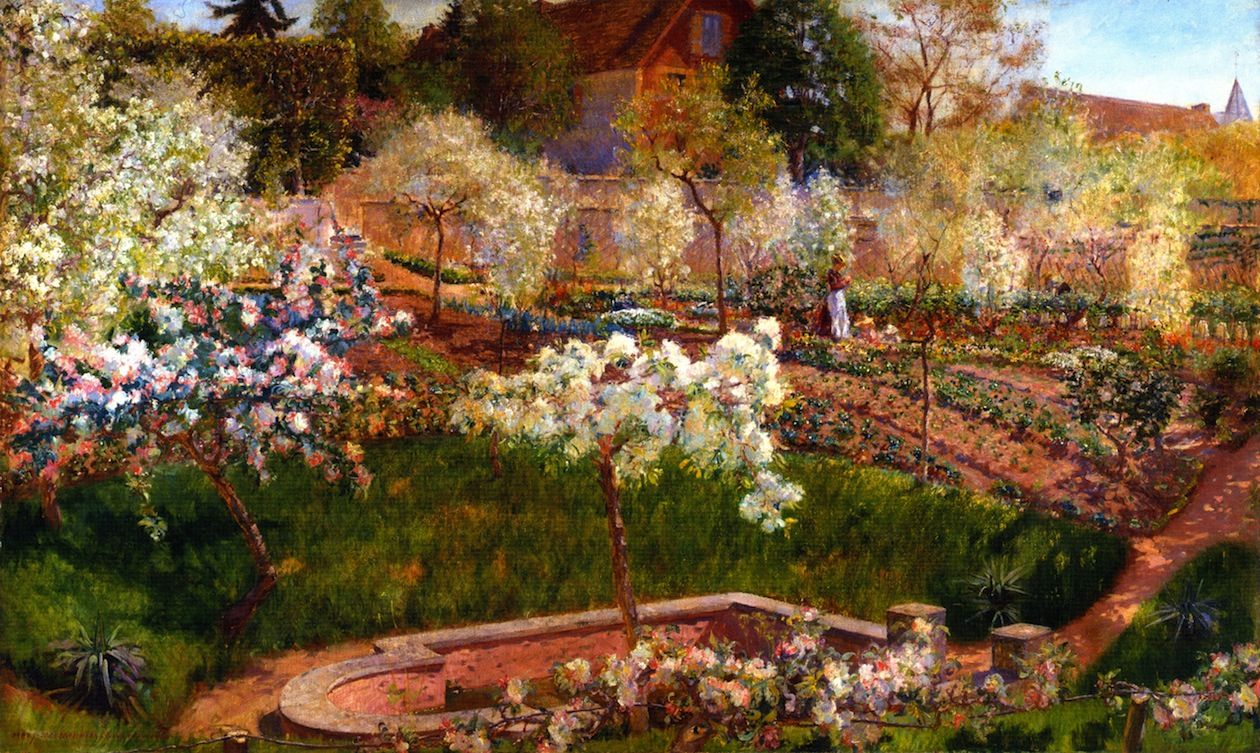
Tempo di fioritura in Normandia
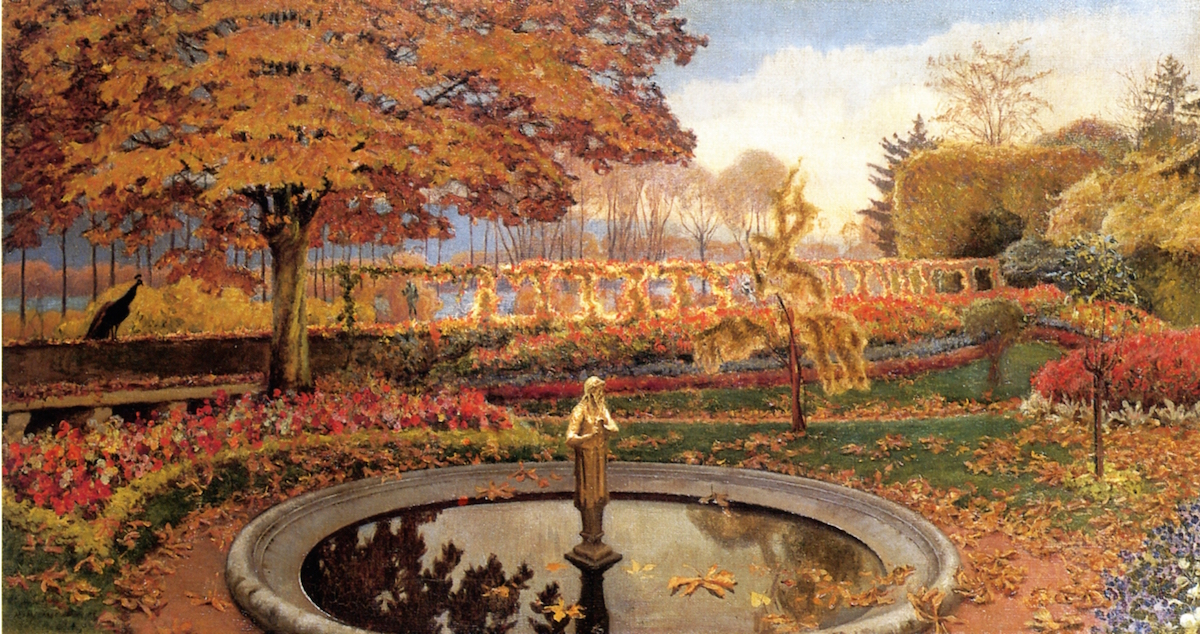
Giardino a Giverny, l'autunno
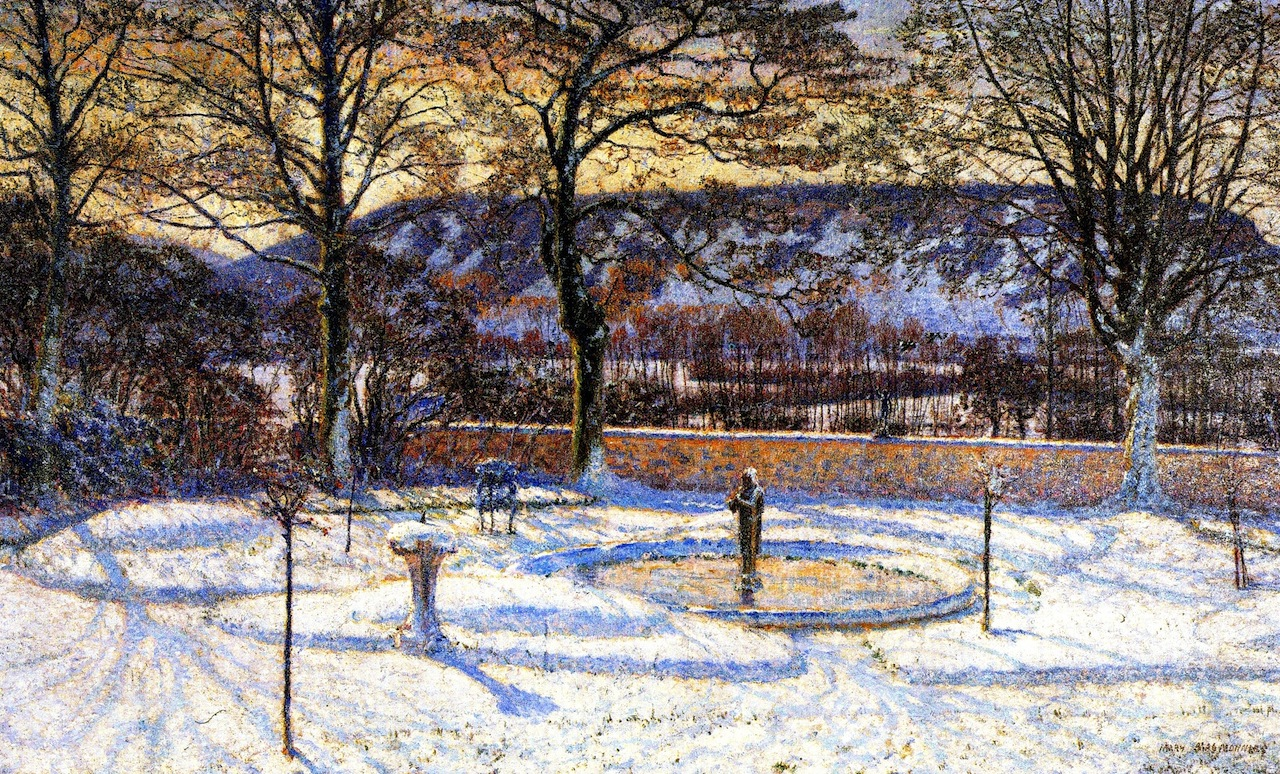
Giardino a Giverny, l'inverno